# Afrikansk svinepest
Afrikansk svinepest er en smitsom virussygdom med høj dødelighed blandt ramte svinebesætninger, der skyldes infektion med afrikansk svinepestvirus, ASFV (African swine fever virus). Denne virus kan overleve i kødprodukter og spredes gennem madrester, som ædes af andre dyr, herunder vildsvin. Svinepest kan dog ikke smitte mennesker.
I den akutte form er sygdommen, forårsaget af meget skadelige virusstammer, kan svin udvikle høj feber, men viser ellers ingen andre mærkbare symptomer de første par dage. Derefter mister dyrene gradvis deres appetit og bliver deprimerede. Hos hvidhudede svin bliver ekstremiteterne blålig-lilla, og blødninger bliver tydelige på ørerne og underlivet. Grupper af inficerede svin ligger sammen og ryster, trækker vejret unormalt og hoster undertiden. Hvis de tvinges til at stå op, ser de ud til at være ustabile på deres ben, hvilket kaldes medfødt tremor type A-I hos nyfødte smågrise. Inden for få dage efter infektion går de ind i en komatilstand, hvorefter de dør. Hos drægtige søer opstår spontane aborter.
Ved mildere infektioner taber de berørte svin sig i vægt, bliver tynde og udvikler tegn på lungebetændelse, hudsår og hævede led.
Der er endnu ingen vaccine mod svinepest, hvorfor ramte lande kan afskæres fra eksport af svinekød. Svinepest er udbredt i blandt andet Kina, Rusland, Estland, Letland, Litauen, Polen, Ungarn og Rumænien. Der har tillige været udbrud af sygdommen i Belgien og Tyskland. Danmark har endnu ikke haft udbrud af svinepest. Sygdommen blev konstateret i Sverige for første gang i 2023.

## ASFV
Afrikansk svinepestvirus, ASFV (African swine fever virus) er en stor, dobbeltstrenget DNA-virus i virusfamilien Asfarviridae.